# 東京ガーデンシアター
東京ガーデンシアター（とうきょうガーデンシアター）は、東京都江東区有明の有明ガーデンにある劇場型イベントホール。

## 概要
国家戦略特区指定で住友不動産が手掛ける住宅と商業施設を融合させた東京湾岸有明地区における複合開発プロジェクト「有明ガーデン」の中で憩いの場としてのイベントホールを企画し、日本武道館と同規模のイベント会場として建設された。
2020年5月3日から5日までの3日間、吉川晃司の“KIKKAWA KOJI LIVE 2020 BLOODY BLACK TOUR”がこけら落とし公演として予定されていたが、新型コロナウイルス感染症（COVID-19）の影響で開業が延期となった。その後、同年7月24日（スポーツの日）『J-WAVE LIVE 2020 〜#音楽を止めるな〜』でこけら落とし公演が開催された。
ライブ開催期間には、ミュージシャンの楽曲や映像が関連施設に流れるようにもなっている。
ダンスの聖地としてD.LEAGUEや全国高等学校ダンス部選手権決戦の会場としても利用されている他、上智大学、芝浦工業大学、桜美林大学などの入学式・卒業式（学位記授与式）、日本航空・東京電力ホールディングスの株主総会も当地で開催されている。また格闘技興行としては2021年3月21日にK-1が、2025年1月3日にスターダムが当地で興行を行った。

## 施設
公式サイトのホール情報より。
- 最大収容人数約8,000人（座席時 約7,000人）。客席フロアを4層とすることにより、どの席からもステージが見やすい立体的な構成を実現。
- ステージから最も離れた席でも約54メートルと、同クラスの大型ホールよりも近い距離に配席されており、ライブの迫力を存分に味わうことができる。
- 背面を広く取った劇場型仕様の椅子をステージ中央から約110度の視野角で扇状に配置、どの席に座ってもステージが見やすくなるように設計されている。
- コンサートや各種ショーイベントだけでなく、 国際会議や各種セミナーをはじめ、アワード受賞式や展示会などのあらゆる催事にも対応可能となっている。
- ホール約 2278 m2 とホワイエ約 842 m2 を繋げて展示会形式での運用可。
- 街区入口からペデストリアンデッキで繋がっている「アトリウムデッキ」は、ルーフのある屋外空間で、開場前の待機列に並んでも雨に濡れにくい構造。
- ホワイエ内ではグッズ販売もできるスペースが設けられているため、室内空間で快適な商品選びが可能。
- 物販・展示スペースとしても利用できる約840平方メートルのシアター前「ホワイエ」には、カフェも併設。この広い空間は、ライブ等のイベント時に1,000名以上が収容可能で、季節や天候に左右されずに開演前も快適に過ごせる。ここはエントランスとしての役割のほか、イベント・展示会やコンベンションといった幅広いジャンルの催しにも対応できる。
- スピーチ等の話し声も明瞭に聞こえる舞台音響、スクリーンや大型モニターの利用を想定した舞台装置を備えることで、音楽イベントのみならず国際会議、各種セミナー、新商品発表会といった登壇形式のイベント、展示会にも適した環境を整えている。

## ギャラリー

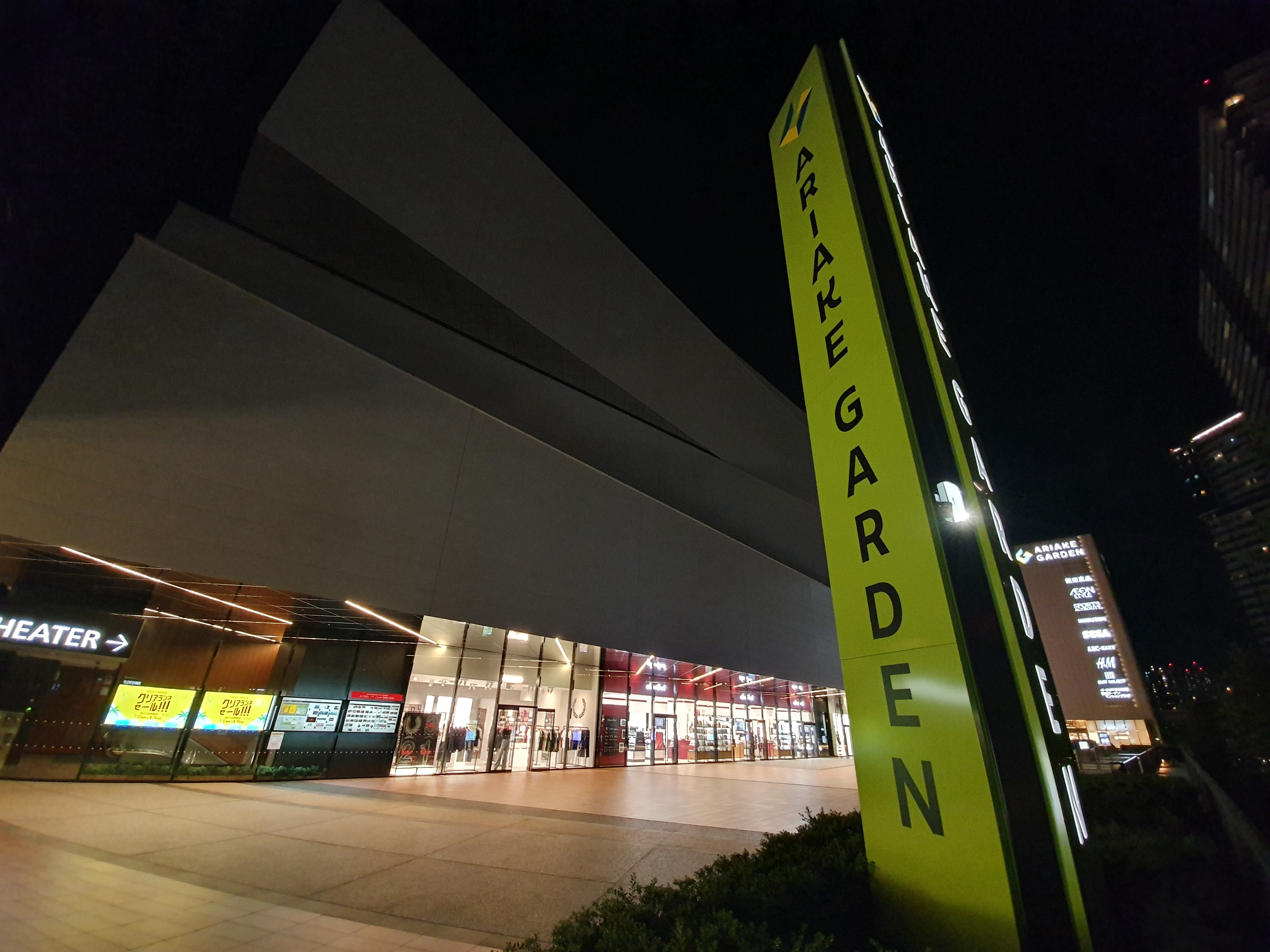
夜景
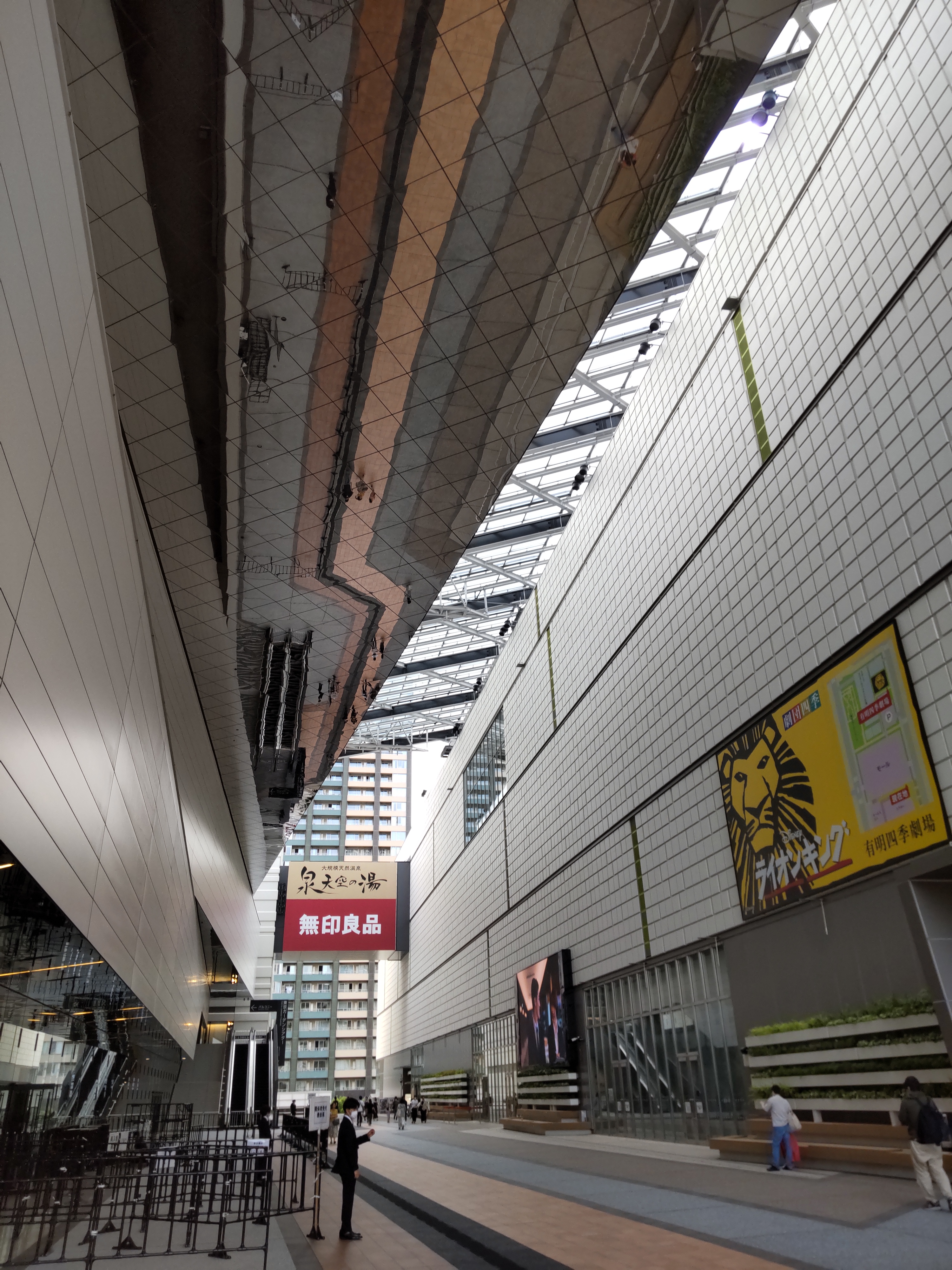
アトリウムデッキ
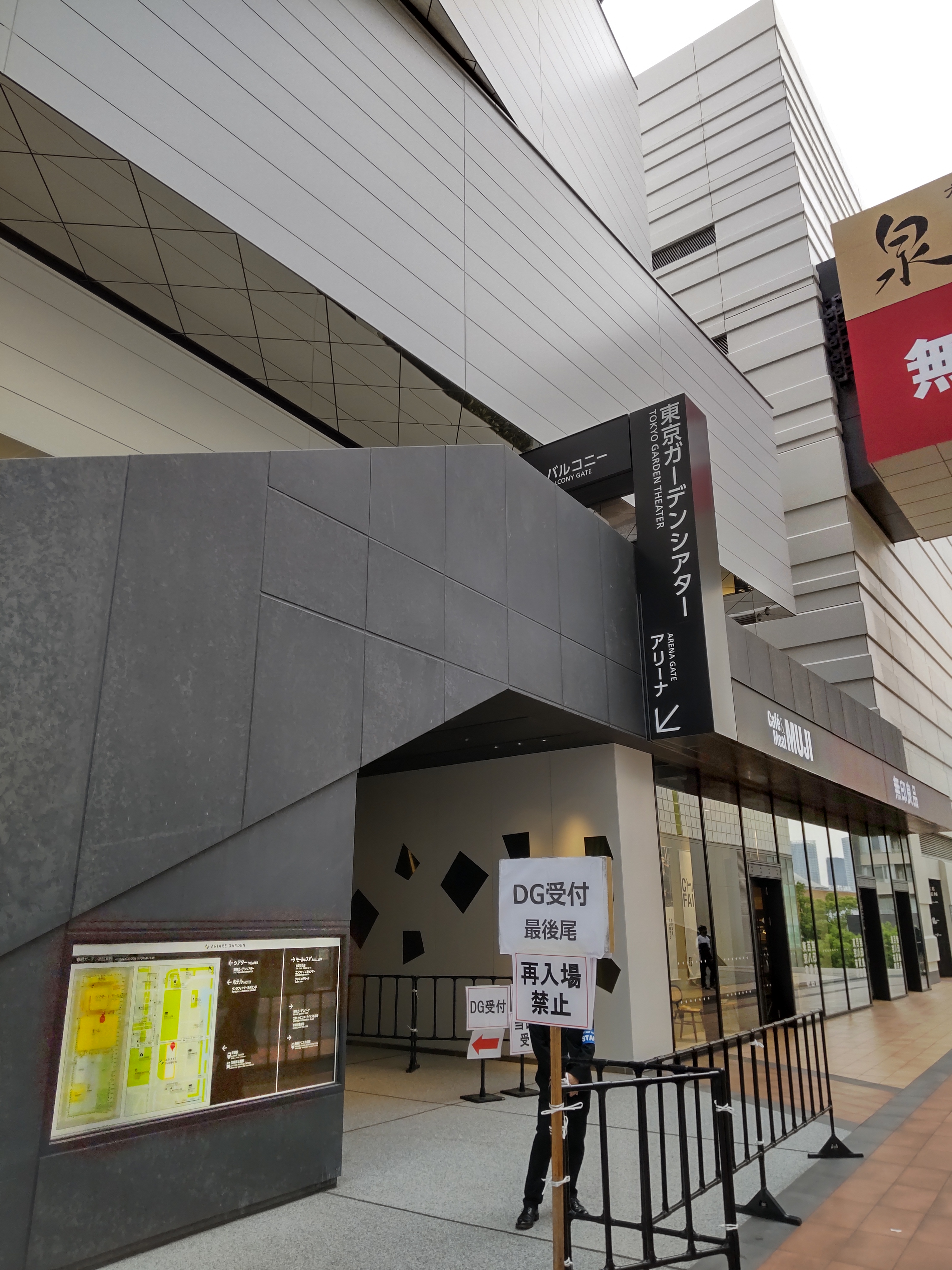
シアター入口
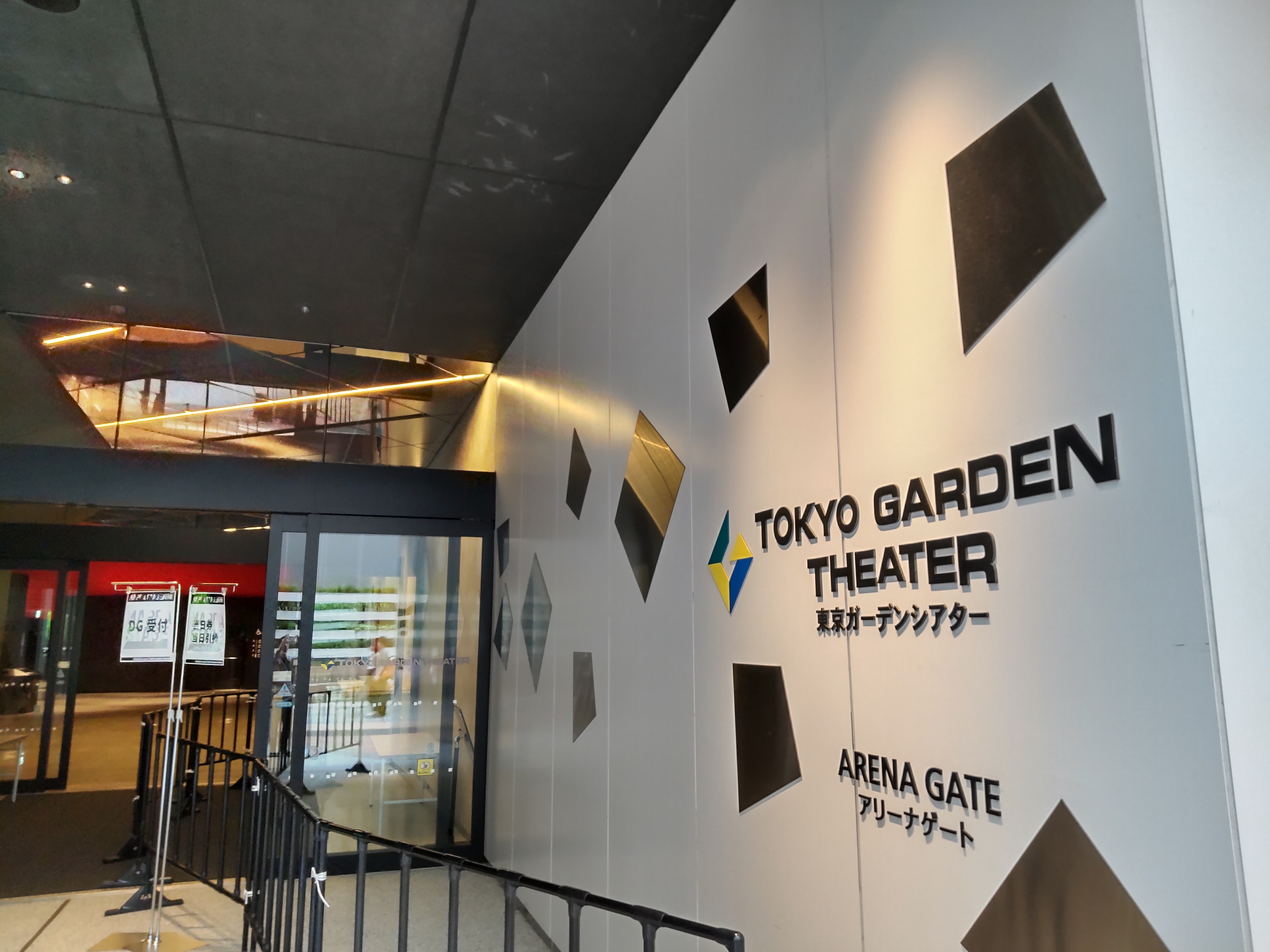
アリーナゲート

## 交通
最寄りのゆりかもめ有明駅から徒歩でアクセスする場合は、タワーマンション「シティタワーズ東京ベイ」入口からつながるペデストリアンデッキを渡れば最短距離で到達できる。